# Twee nagelaten gedichten
Twee nagelaten gedichten is een uitgave van twee ongepubliceerde gedichten uit 2012 van de Nederlandse schrijver Hans Warren.

## Geschiedenis
Gedurende 25 jaar verzamelde Niek Oele werk van en rond dichter en dagboekschrijver Hans Warren (1921-2001). De collectie bevatte zo goed als al het werk van Warren, maar ook handschriften, mede omdat Oele zelf met Warren correspondeerde. De collectie omvatte onder andere veel werken in luxe drukken, en bibliofiele uitgaven zoals uitgegeven door handdrukkers als Ger Kleis van Sub Signo Libelli en Ben Hosman van de Regulierenpers, of luxe edities van handelsuitgaven.
Toen in 2011 Oele vrijwel alles compleet had, volgens hem, besloot hij dit Warren-deel van zijn boekencollectie af te stoten. Het werd aangeboden via het antiquariaat van Fokas Holthuis in juni 2011 onder de titel Hans Warren. De collectie van Niek Oele. De catalogus met 210 nummers en verschillende illustraties werd van een inleiding voorzien door Menno Voskuil.

### Uitgave
Holthuis besloot van de antiquariaatscatalogus (catalogus 53) een luxe editie te doen verschijnen. Die verscheen, op gevergeerd papier gedrukt, in een in wijnrood linnen gebonden editie van 35 exemplaren, met op het voorplat de naam van de dichter in goud gestempeld. Het bindwerk werd verzorgd door Boekbinderij Van Dijk.
De catalogus zelf is niet genummerd. Maar de catalogus is voorzien van een in een los hoesje gestoken leporello die wél genummerd is. De leporello, een tweemaal gevouwen blad, bevat twee ongepubliceerde gedichten: Twee nagelaten gedichten van Hans Warren. De twee gedichten werden met de hand gezet uit de letters Gill en Romulus en gedrukt door de Groningse drukker en blogger Nick ter Wal.
Het ene gedicht begint met de regels:
Bij iedere liefde
hoort wel een deuntje
dat diep en rijk wordt.
Het tweede gedicht is getiteld: "Zij ligt te bedde 'lijk ik lig te bedde".
Van de 35 genummerde exemplaren was nummer 1 bestemd voor de voormalige eigenaar van de collectie, Niek Oele. De nummers 26-35 waren bestemd voor Mario Molegraaf, voormalige partner van Warren en biograaf van de dichter. Van de overige waren er 20 bestemd voor de verkoop. De luxe editie van de catalogus uit juni 2011 met de bijlage van Warren verscheen pas in maart 2012.